# Luigi Barilli
Luigi Barilli (1764, Modena – 26. května 1824, Paříž) byl italský operní zpěvák působící ve Francii.

## Životopis
Debutoval v roce 1805 v pařížském Théâtre Louvois, kde byl po mnoho let oblíbeným zpěvákem. Mezi jeho oblíbená díla patřila: Goldoniho Mirandolína, Camminatori virtuosi, Tajný sňatek, Vivaldiho Griselda, La Capricciosa corretta ad.
V roce 1809 byl jedním ze čtyř ředitelů divadla, které kvůli zastaralé správě propadlo, a proto musel Barilli podepsat smlouvu s platem nižším, než jaký měl do té doby, přestože byl na vrcholu svých sil a schopností.
Smůla však Barilliho pronásledovala i nadále, když v roce 1813 přišel o svou mladou manželku, slavnou zpěvačku Marii Annu Bondiniovou a jejich tři děti.
Sám nakonec zemřel v chudobě v Paříži dne 26. května 1824.